# Lijavec
Lijavec je divadelní hra z repertoáru Divadla Járy Cimrmana. Autory jsou Zdeněk Svěrák a Ladislav Smoljak, jako spoluautor je uváděn rovněž fiktivní český vynálezce, filosof a dramatik Jára Cimrman. Hra měla premiéru 22. ledna 1982 v pražské Branické ulici 41. Na příkaz ředitele Pražského kulturního střediska musela být následující rok stažena z repertoáru, takže poslední představení se konalo 23. října 1983. Soubor ji mohl začít znovu hrát až po jejím opětovném povolení v roce 1986. Původní název zněl Herberk (někde uváděno i jako Povyražení v herberku). Podle schvalovatelů mohl název připomínati tehdejší stav celospolečenského nepořádku v Československu, tudíž se název musil změnit.  
Do 30. června 2009 se uskutečnilo celkem 578 představení.

## Obsah představení

### Struktura
Většina představení Divadla Járy Cimrmana je složena ze dvou částí – série odborných referátů, týkajících se života a díla Járy Cimrmana a v druhé části (po přestávce) pak ucelenějšího zpracování některého jeho díla. U hry Lijavec je deklarovaná struktura odlišná ve smyslu, že místo semináře je „beseda o hře“, která je ale z důvodu udržení účasti „nově“ zařazena před samotnou hru. Jelikož ale dotazy od publika v takové situaci logicky nepřicházejí, přednášející si musí „vybrat z minulých dotazů“, na které pak odpovídají. Ve výsledku se tedy jedná také o seminář, jen jinak prezentovaný.

### Referáty
„Beseda“ sestává z následujících „reakcí na dotazy diváků“:
- Co je to herberk? *(Vondruška/Čepelka)
- Jak dlouho vládl císař František Josef I.? (Smoljak/Svěrák)
- Jak se Cimrman dostal do starobince? (Vozáb/Weigel)
  - obsahuje mj. příběhy pro žebráky
- Byl Cimrman autorem všech anekdot za Rakouska-Uherska? (Vondruška/Čepelka)
  - obsahuje mj. „Vymýšlení anekdot“ (všichni účinkující - vede Smoljak/Svěrák)
- Byl Cimrman někdy ve vězení? (Kašpar/Hraběta)
- O ženách v souboru divadla (Smoljak/Svěrák)
- Jak to nyní vypadá ve frymburském starobinci, kde Cimrman hru napsal? (Svěrák/Smoljak)
  - rozhovor s mistrem sportu (Kotek/Brukner)
- Co je léčebné divadlo? (Smoljak/Svěrák)
  - hra Nestyda Hausner (všichni účinkující)
- Píseň Elektrický valčík (hudba Jaroslav Uhlíř, slova Zdeněk Svěrák - zpívají všichni, konkrétní sloky v pořadí Smoljak/Svěrák, Vondruška/Čepelka, Hraběta/Kašpar, Smoljak/Svěrák)

*obsazení semináře, dle premiérového obsazení

### Hra
Následuje vlastní „hra s opravdovým deštěm“. Odehrává se v herberku (útulku pro pocestné), kde se jedné deštivé noci setkávají vrchní inspektor všech starobinců, porodní dědek Formánek, poručík Pihrt a mlynář, to vše za velmi neochotné asistence nerudné paní správcové. V průběhu hry vychází najevo, že divák nesleduje klasické divadelní představení, ale tzv. psychodrama, které sehrávají obyvatelé starobince pod Cimrmanovým vedením, přičemž občas vypadnou z role. Toto léčebné divadlo (Cimrmanův vynález) jim má pomoci vyrovnat se s jejich životními traumaty a neúspěchy. V závěru se odhalí, že roli inspektora starobinců napsal Cimrman sám sobě.

## Obsazení
Současné obsazení je uvedeno tučně, předchozí obsazení kurzívou. U jednotlivých přednášejících je jako upřesnění uvedena jejich specializace.
| Role                                                      | Role                                                                | Herci                                                                                         |
| Úvodní seminář                                            | Hra                                                                 | Herci                                                                                         |
| --------------------------------------------------------- | ------------------------------------------------------------------- | --------------------------------------------------------------------------------------------- |
| přednášející – znalec historického kontextu hry Lijavec   | první dědek Jára Cimrman jako inspektor starobinců                  | Zdeněk Svěrák 1 2 3 5 6 7 8 Ladislav Smoljak † 2 4, Jan Hraběta                               |
| přednášející – znalec posledních let života Járy Cimrmana | druhý dědek ústavní sluha Fafejta jako porodní dědek Alois Formánek | Petr Brukner 4 5 6 7, Petr Reidinger 8 Jaroslav Weigel † 2 3, Jaroslav Vozáb † 1, Andrej Krob |
| přednášející – odborník na anekdoty                       | třetí dědek Karel Pejřil jako poručík Josef Pihrt                   | Genadij Rumlena 6 7 8, Miloň Čepelka 1 2 3 4 Pavel Vondruška † 2                              |
| externí přednášející – zasloužilý mistr sportu*           | čtvrtý dědek jako mlynář                                            | Zdeněk Škrdlant 7 8 Petr Brukner 1 2 3, Václav Kotek † 2 4, Marek Šimon, Michal Weigel        |
| přednášející – znalec života ve věznicích                 | vrchní světnicová Karolína Králová jako správcová **                | Marek Šimon 6 7 8, Jan Hraběta 1 2 3 4, Jan Kašpar † 2, Bořivoj Penc † 5                      |

1 – alternace z audionahrávky kolující po webu (1983)
2 – alternace z desky Supraphonu (prosinec 1990) ***
3 – alternace z audiovizuální nahrávky ČT (1997)
4 – alternace z úryvku předvedeném v představení 30 let Divadla Járy Cimrmana (1997)
5 – alternace z úryvku předvedeném v představení 40 let Divadla Járy Cimrmana (2007)
6 – alternace z úryvku předvedeném v představení Psaní do nebe (2017)
7 – alternace z audionahrávky kolující po webu (2021)
8 – alternace z audiovizuální nahrávky kolující po webu (2022)
* Vzácný host ze Šumavy, který se potopil na dno lipenské přehrady, aby podal informaci o současné podobě frymburského starobince. Jméno herce, který tuto postavu hraje, je v průběhu semináře různě komoleno, přednášející, který jej vyvolává si jakoby není schopen zapamatovat jeho správnou podobu – v případě Petra Bruknera 3 jsou používány zkomoleniny Petr Pergner, Baumgartner a Montelík, v případě Zdeňka Škrdlanta 7 podoby Zdeněk Kramoliš, Záškrt, Lanškroun, Šámal, Škubec nebo Spála, v případě Václava Kotka to bývaly podoby Václav Kotec, Kotouč, Kotrč a Koutek. Mistr sportu si také plete/komolí jméno přednášejícího, který jej volá řečnit - Petr Brukner osloví Zdeňka Svěráka jako Ladislava Smoljaka, Václav Kotek a Zdeněk Škrdlant jako „doktora Svařáka“.
** tato postava mívala původně přezdívku Štětináč 3, nyní Netopejr 7.
*** Ladislav Smolajk, Pavel Vondruška, Václav Kotek a Jan Kašpar účinkují pouze v semináři, Zdeněk Svěrák, Miloň Čepelka, Petr Brukner a Jan Hraběta zase pouze ve hře.